# San Giovanni in Capite
San Giovanni in Capite, även benämnd San Giovannino och Santa Maria in San Giovannino, var en kyrkobyggnad i Rom, helgad åt den helige Johannes Döparen (San Giovanni Battista). Kyrkan var belägen vid Via del Moretto i Rione Colonna. Tillnamnet ”Capite” (av italienskans capo ”huvud”) syftar på att Johannes Döparens huvud vördades i denna kyrka. Reliken flyttades senare till den närbelägna kyrkan San Silvestro in Capite.

## Kyrkans historia
En kyrka kan ha funnits på denna plats på 1100-talet, men den nämns för första gången i Il catalogo Parigino (1230) samt i Il catalogo di Torino (1320).
I mitten av 1500-talet hade kyrkan övergivits, men den 1 maj 1586 skall ett mirakel ha utförts av en Mariabild i kyrkan och det beslutades att kyrkan skulle restaureras. Kardinal Guido Pepoli, skattmästare under påve Sixtus V (1585–1590), donerade medel till denna. Kyrkan helgades till Jungfru Maria och gavs namnet Santa Maria in San Giovannino. Kyrkan överläts till en början åt Compagnia della Dottrina Cristiana, som särskilt ägnar sig åt katekesundervisning, men under påve Paulus V (1605–1621) förlänades kyrkan åt Mercedarieorden, en mendikantorden som hade grundats av den helige Petrus Nolascus 1218.
År 1888 inkorporerades mercedariernas lokaler i det nybyggda kommunala skattekontoret, senare centrala postkontoret, och kyrkobyggnaden byggdes om helt och hållet.

## Kyrkans exteriör
Fasaden från slutet av 1500-talet hade två våningar med pilastrar och voluter. Övervåningen hade ett stort rektangulärt fönster och kröntes av ett triangulärt pediment.
Fasadens arkitrav hade följande inskription:

## Kyrkans interiör
Kyrkans grundplan var basilikal med ett presbyterium med absid. Högaltaret hade Paris Nogaris Bedjande Madonna; Nogari hade även utfört Jungfru Marie födelse och Jungfru Marie frambärande i templet. Interiören hyste även verk av Giovanni Baglione och Felice Santelli samt Giacomo Stellas Jungfru Marie kröning.

## Bilder

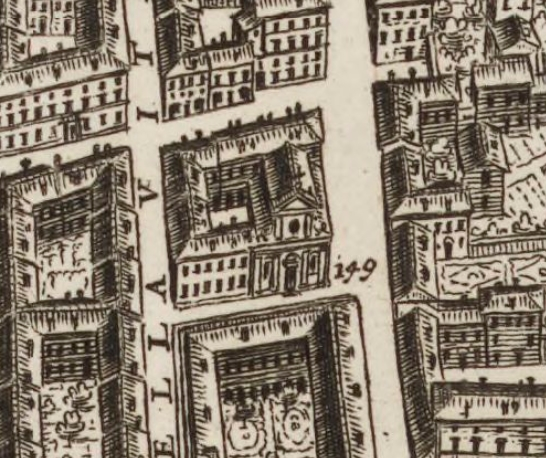
San Giovanni in Capite (nummer 149) på Giovanni Battista Faldas Rom-karta från 1676.